# Theunis Spangenberg
Theunis Spangenberg (Kathu, 6 april 1983) is een Zuid-Afrikaans golfprofessional. Hij debuteerde in 2005 op de Sunshine Tour.

## Loopbaan
Voordat Spangenberg in 2005 een golfprofessional werd, was hij een golfamateur en behaalde hij één overwinning. 
In eind januari 2011 behaalde hij op de Sunshine Tour zijn eerste profzege door de Africom Zimbabwe Open te winnen.

## Prestaties

### Amateur
- 2001: South African Boys Match Play

### Professional
Sunshine Tour
| Nr. | Datum           | Toernooi              | Score        | Score | Info  |
| --- | --------------- | --------------------- | ------------ | ----- | ----- |
| 1   | 29 januari 2011 | Africom Zimbabwe Open | 64+67+70=201 | –15   | [ 1 ] |